# 香美郡
- 令制国一覧 > 南海道 > 土佐国 > 香美郡
- 日本 > 四国地方 > 高知県 > 香美郡

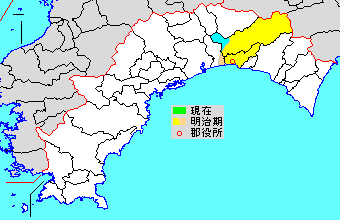
高知県香美郡の位置（薄黄：後に他郡に編入された区域 水色：後に他郡から編入した区域）

香美郡（かみぐん、かがみのごおり）は、高知県（土佐国）にあった郡。

## 郡域
1879年（明治12年）に行政区画として発足した当時の郡域は、下記の区域にあたる。
- 香南市の全域
- 香美市の大部分（土佐山田町須江、土佐山田町新改、土佐山田町入野、土佐山田町東川、土佐山田町角茂谷以西を除く）
- 南国市の一部（前浜、田村、立田、堀ノ内、包末、金地以東）
- 安芸市の一部（舞川）
- 安芸郡芸西村の一部（久重・久重甲・道家・国光・国光甲）

## 歴史

### 古代
古代は「かがみのごおり」と呼ばれ、「香我美郡」「加々美郡」などとも書く。郡名は「鏡」に由来すると言われる。香我美町はその名残であった。
郡領として物部鏡連が存在した。物部鏡連は、香美郡の物部郷に置かれた物部の伴造だったと考えられ、『日本後紀』延暦24年5月条には香美郡少領の物部鏡連家主の名前が見える。なお、香美郡には物部文連もおり、『日本後紀』には家主の妻として物部文連全敷女の名前が見える。

#### 式内社
『延喜式』神名帳に記される郡内の式内社。
| 神名帳             | 神名帳              | 神名帳 | 神名帳 | 比定社           | 比定社                   | 比定社 | 集成 |
| 社名               | 読み                | 格     | 付記   | 社名             | 所在地                   | 備考   | 集成 |
| ------------------ | ------------------- | ------ | ------ | ---------------- | ------------------------ | ------ | ---- |
| 香美郡 4座（並小） |                     |        |        |                  |                          |        |      |
| 天忍穂別神社       | アマノオシホワケノ  | 小     |        | 天忍穂別神社     | 高知県香南市香我美町山川 |        |      |
| 小松神社           | コマツノ            | 小     |        | 小松神社         | 高知県香美市物部町別役   |        |      |
| 深淵神社           | フカフチノ          | 小     |        | 深淵神社         | 高知県香南市野市町西野   |        |      |
| 大川上美良布神社   | -カハカミノミラフノ | 小     |        | 大川上美良布神社 | 高知県香美市香北町韮生野 |        |      |
| 凡例を表示         |                     |        |        |                  |                          |        |      |

### 近世以降の沿革
- 明治初年時点で、全域が土佐高知藩領であった。「旧高旧領取調帳」に記載されている村（一部は郷）は以下の通り。（4郷31村）

夜須村、岸本村、王子村、徳善村、山北村、山南村、東川村、西川村、土居村、赤岡村、古川村、中ノ村、富家村、吉原村、久枝村、前ノ浜村、下島村、上田村、物部村、立田村、岩村郷、佐古郷、山田村、岩積村、中野村、野地村、野市村、植村、大法寺村、楠目村、片地村、佐岡村、韮生郷、窪村、槙山郷
- 明治4年7月14日（1871年8月29日） - 廃藩置県により高知県の管轄となる。
- 明治5年（1872年） - 上田村が改称して田村となる。
- 明治12年（1879年）1月4日[5] - 郡区町村編制法の高知県での施行により行政区画としての香美郡が発足。郡役所が赤岡村に設置。
- 明治16年（1883年） - 王子村・徳善村が合併して徳王子村となる。（4郷30村）

### 町村制以降の沿革

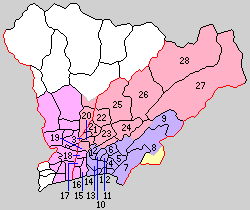
1.赤岡村 2.岸本村 3.山田野地村 4.徳王子村 5.山南村 6.山北村 7.夜須村 8.東川村 9.西川村 10.富家村 11.香宗村 12.佐古村 13.野市村 14.吉川村 15.三島村 16.前浜村 17.田村 18.立田村 19.岩村 20.明治村 21.大楠植村 22.佐岡村 23.片地村 24.美良布村 25.暁霞村 26.在所村 27.槙山村 28.上韮生村（紫：香南市 赤：香美市 桃：南国市 黄：安芸郡芸西村）

- 明治22年（1889年）4月1日 - 町村制の施行により、以下の各村が発足。《 》は郷の全村が所属。（28村）
  - 赤岡村、岸本村（それぞれ単独村制。現・香南市）
  - 山田野地村（野地村が単独村制。現・香美市）
  - 徳王子村、山南村、山北村、夜須村（それぞれ単独村制。現・香南市）
  - 東川村（単独村制。現・香南市、安芸郡芸西村）
  - 西川村（単独村制。現・安芸市、香南市、香美市）
  - 富家村（単独村制。現・香南市）
  - 香宗村 ← 中ノ村、土居村（現・香南市）
  - 佐古村 ← 佐古郷《逆川村・戸板島村（現・香美市）・西佐古村・東佐古村・父養寺村・母代寺村・大谷村・深淵村（現・香南市）》
  - 野市村（単独村制。現・香南市）
  - 吉川村 ← 吉原村、古川村（現・香南市）
  - 三島村 ← 久枝村、下島村、物部村（現・南国市）
  - 前浜村（前ノ浜村が単独村制。現・南国市）
  - 田村、立田村（それぞれ単独村制。現・南国市）
  - 岩村 ← 岩村郷《松本村・岩次村・神通寺村・経田村（現・香美市）・蔵福寺島村・包末村・金地村・福船村・堀之内村（現・南国市）》
  - 明治村 ← 山田村、岩積村、中野村（現・香美市）
  - 大楠植村 ← 楠目村、植村、大法寺村（現・香美市）
  - 佐岡村、片地村（それぞれ単独村制。現・香美市）
  - 美良布村 ← 韮生郷［吉野村・小川村・韮生野村・上野尻村・下野尻村・太郎丸村・橋川野村・萩野村・岩改村・日野御子村］（現・香美市）
  - 暁霞村 ← 韮生郷［古井村・川野村・五百蔵村・白川村・荒瀬村・西峯村・有川村・西又村］（現・香美市）
  - 在所村 ← 韮生郷［川ノ内村・谷相村・中谷村・横谷村・朴木村・大束村・猪野々村・日比原村・永瀬村・清爪村・蕨野村・日浦古味村・梅之窪村・白石村・長野村・祢須村・大井平村］（現・香美市）
  - 槙山村 ← 槙山郷《庄谷相村・柘村・中谷川村・頓定村・大栃村・山崎村・仙頭村・押谷村・小浜村・根木屋村・岡ノ内村・別役村・市宇村・別府村》（現・香美市）
  - 上韮生村 ← 韮生郷［大西村・篠村・南池村・中上村・黒代村・神池村・安丸村・柳瀬村・楮佐古村・五王堂村］、窪村（現・香美市）
- 明治24年（1891年）4月1日 - 郡制を施行。
- 明治29年（1896年）1月27日 - 山田野地村が町制施行して山田町となる。（1町27村）
- 明治32年（1899年）2月15日 - 赤岡村が町制施行して赤岡町となる。（2町26村）
- 明治34年（1901年）6月1日 - 岸本村が町制施行して岸本町となる。（3町25村）
- 大正12年（1923年）4月1日 - 郡会が廃止。郡役所は存続。
- 大正15年（1926年）
  - 2月1日 - 野市村が町制施行して野市町となる。（4町24村）
  - 7月1日 - 郡役所が廃止。以降は地域区分名称となる。
- 昭和17年（1942年）
  - 4月1日 - 山南村・徳王子村・富家村・香宗村が合併して大忍村が発足。（4町21村）
  - 7月1日 - 田村・立田村・三島村が合併して日章村が発足。（4町19村）
- 昭和22年（1947年）2月11日 - 美良布村が町制施行して美良布町となる。（5町18村）
- 昭和18年（1943年）1月1日 - 夜須村が町制施行して夜須町となる。（6町17村）
- 昭和23年（1948年）4月1日 - 大忍村が分割して香宗村・徳王子村・山南村・富家村となる。（6町20村）
- 昭和29年（1954年）9月1日 - 山田町・佐岡村・片地村・大楠植村・明治村が長岡郡新改村と合併して土佐山田町が発足。（6町16村）
- 昭和30年（1955年）
  - 1月1日 - 野市町・佐古村・香宗村・富家村が合併し、改めて野市町が発足。（6町13村）
  - 4月1日（6町8村）
    - 岸本町・徳王子村・山南村・山北村および東川村の一部（福方・山川・未延・末清・正延・別役・撫川）・西川村の一部（前川および口西川・中西川・奥西川の各一部）が合併して香我美町が発足。
    - 東川村の一部（久重山・道家・国光）が安芸郡芸西村に、一部（細川・羽尾・沢谷・仲木屋）が夜須町にそれぞれ編入。
    - 西川村の一部（口西川・中西川・奥西川の各一部）が美良布町に、一部（舞川の一部）が安芸市に、一部（舞川の一部）が槙山村にそれぞれ編入。
    - 野市町の一部（逆川・戸板島）が土佐山田町に編入。
- 昭和31年（1956年）
  - 3月30日 - 美良布町・暁霞村が合併して大宮町が発足。（6町7村）
  - 9月1日 - 土佐山田町が長岡郡大豊村の一部（上穴内・樫谷・繁藤・北滝本および角茂谷の一部）を編入。
  - 9月30日（6町4村）
    - 日章村・前浜村が長岡郡大篠村・三和村・稲生村・十市村と合併して長岡郡香長村が発足し、郡より離脱。
    - 槙山村・上韮生村が合併して物部村が発足。
- 昭和34年（1959年）
  - 10月1日 - 岩村が長岡郡後免町・香長村・野田村・岡豊村と合併して南国市が発足し、郡より離脱。（6町3村）
  - 10月7日 - 土佐山田町が南国市の一部（松本・岩次・神通寺・立石・蔵福寺島）を編入。
- 昭和35年（1960年）8月1日 - 大宮町の一部（西又）が土佐山田町に編入。
- 昭和36年（1961年）3月31日 - 大宮町・在所村が合併して香北町が発足。（6町2村）
- 平成8年（1996年）1月1日 - 土佐山田町の一部（蔵福寺島）が南国市に編入。
- 平成18年（2006年）3月1日 - 以下の変更により香美郡消滅。高知県内では1879年の郡区町村編制法の施行以来、初の郡消滅となった。
  - 赤岡町・香我美町・野市町・夜須町・吉川村が合併して香南市が発足。
  - 土佐山田町・香北町・物部村が合併して香美市が発足。

### 変遷表
| 明治22年以前 | 明治22年4月1日              | 明治22年 - 昭和19年             | 昭和20年 - 昭和29年           | 昭和30年 - 昭和64年                 | 昭和30年 - 昭和64年                | 平成1年 - 現在              | 現在                       |
| ------------ | --------------------------- | ------------------------------- | ----------------------------- | ----------------------------------- | ---------------------------------- | --------------------------- | -------------------------- |
|              | 上韮生村                    | 上韮生村                        | 上韮生村                      | 昭和31年9月30日 物部村              | 物部村                             | 平成18年3月1日 香美市       | 香美市                     |
|              | 槙山村                      | 槙山村                          | 槙山村                        | 昭和31年9月30日 物部村              | 物部村                             | 平成18年3月1日 香美市       | 香美市                     |
|              | 西川村                      | 西川村                          | 西川村                        | 昭和30年4月1日 槙山村に編入         | 物部村                             | 平成18年3月1日 香美市       | 香美市                     |
|              | 西川村                      | 西川村                          | 西川村                        | 昭和30年4月1日 安芸市に編入         | 昭和30年4月1日 安芸市に編入        |                             | 安芸市                     |
|              | 西川村                      | 西川村                          | 西川村                        | 昭和30年4月1日 香我美町の一部       | 昭和30年4月1日 香我美町の一部      | 平成18年3月1日 香南市の一部 | 香南市                     |
|              | 西川村                      | 西川村                          | 西川村                        | 昭和30年4月1日 美良布町に編入       | 昭和36年3月31日 香北町             | 平成18年3月1日 香美市       | 香美市                     |
|              | 美良布村                    | 美良布村                        | 昭和22年2月11日 町制 美良布町 | 昭和31年3月30日 大宮町              | 昭和36年3月31日 香北町             | 平成18年3月1日 香美市       | 香美市                     |
|              | 暁霞村                      | 暁霞村                          | 暁霞村                        | 昭和31年3月30日 大宮町              | 昭和36年3月31日 香北町             | 平成18年3月1日 香美市       | 香美市                     |
|              | 在所村                      | 在所村                          | 在所村                        | 在所村                              | 昭和36年3月31日 香北町             | 平成18年3月1日 香美市       | 香美市                     |
|              | 山田野地村                  | 明治29年1月27日 町制改称 山田町 | 昭和29年9月1日 土佐山田町     | 土佐山田町                          | 土佐山田町                         | 平成18年3月1日 香美市       | 香美市                     |
|              | 片地村                      | 片地村                          | 昭和29年9月1日 土佐山田町     | 土佐山田町                          | 土佐山田町                         | 平成18年3月1日 香美市       | 香美市                     |
|              | 佐岡村                      | 佐岡村                          | 昭和29年9月1日 土佐山田町     | 土佐山田町                          | 土佐山田町                         | 平成18年3月1日 香美市       | 香美市                     |
|              | 大楠植村                    | 大楠植村                        | 昭和29年9月1日 土佐山田町     | 土佐山田町                          | 土佐山田町                         | 平成18年3月1日 香美市       | 香美市                     |
|              | 明治村                      | 明治村                          | 昭和29年9月1日 土佐山田町     | 土佐山田町                          | 土佐山田町                         | 平成18年3月1日 香美市       | 香美市                     |
|              | 長岡郡 新改村               | 長岡郡 新改村                   | 昭和29年9月1日 土佐山田町     | 土佐山田町                          | 土佐山田町                         | 平成18年3月1日 香美市       | 香美市                     |
|              | 岩村                        | 岩村                            | 岩村                          | 岩村                                | 昭和34年10月1日 南国市の一部       |                             | 南国市                     |
|              | 前浜村                      | 前浜村                          | 前浜村                        | 昭和31年9月30日 長岡郡 香長村の一部 | 昭和34年10月1日 南国市の一部       |                             | 南国市                     |
|              | 田村                        | 昭和17年7月1日 日章村           | 日章村                        | 昭和31年9月30日 長岡郡 香長村の一部 | 昭和34年10月1日 南国市の一部       |                             | 南国市                     |
|              | 立田村                      | 昭和17年7月1日 日章村           | 日章村                        | 昭和31年9月30日 長岡郡 香長村の一部 | 昭和34年10月1日 南国市の一部       |                             | 南国市                     |
|              | 三島村                      | 昭和17年7月1日 日章村           | 日章村                        | 昭和31年9月30日 長岡郡 香長村の一部 | 昭和34年10月1日 南国市の一部       |                             | 南国市                     |
|              | 昭和17年7月1日 野市町に編入 | 野市町                          | 昭和30年1月1日 野市町         | 昭和30年1月1日 野市町               | 平成18年3月1日 香南市              | 香南市                      |                            |
|              | 野市村                      | 野市町                          | 昭和30年1月1日 野市町         | 昭和30年1月1日 野市町               | 平成18年3月1日 香南市              | 香南市                      | 大正15年2月1日 町制 野市町 |
|              | 佐古村                      | 佐古村                          | 昭和30年1月1日 野市町         | 昭和30年1月1日 野市町               | 平成18年3月1日 香南市              | 香南市                      | 佐古村                     |
|              | 香宗村                      | 昭和17年4月1日 大忍村           | 昭和30年1月1日 野市町         | 昭和30年1月1日 野市町               | 平成18年3月1日 香南市              | 香南市                      | 昭和23年4月1日 香宗村      |
|              | 富家村                      | 昭和17年4月1日 大忍村           | 昭和30年1月1日 野市町         | 昭和30年1月1日 野市町               | 平成18年3月1日 香南市              | 香南市                      | 昭和23年4月1日 富家村      |
|              | 徳王子村                    | 昭和17年4月1日 大忍村           | 昭和23年4月1日 徳王子村       | 昭和30年4月1日 香我美町             | 昭和30年4月1日 香我美町            | 香南市                      |                            |
|              | 山南村                      | 昭和17年4月1日 大忍村           | 昭和23年4月1日 山南村         | 昭和30年4月1日 香我美町             | 昭和30年4月1日 香我美町            | 香南市                      |                            |
|              | 岸本村                      | 明治34年6月1日 町制 岸本町      | 岸本町                        | 昭和30年4月1日 香我美町             | 昭和30年4月1日 香我美町            | 香南市                      |                            |
|              | 山北村                      | 山北村                          | 山北村                        | 昭和30年4月1日 香我美町             | 昭和30年4月1日 香我美町            | 香南市                      |                            |
|              | 東川村                      | 東川村                          | 東川村                        | 昭和30年4月1日 香我美町             | 昭和30年4月1日 香我美町            | 香南市                      |                            |
|              | 東川村                      | 東川村                          | 東川村                        | 昭和30年4月1日 安芸郡 芸西村に編入  | 昭和30年4月1日 安芸郡 芸西村に編入 |                             | 芸西村                     |
|              | 東川村                      | 東川村                          | 東川村                        | 昭和30年4月1日 夜須町に編入         | 昭和30年4月1日 夜須町に編入        | 平成18年3月1日 香南市       | 香南市                     |
|              | 夜須村                      | 昭和18年1月1日 町制 夜須町      | 夜須町                        | 夜須町                              | 夜須町                             | 平成18年3月1日 香南市       | 香南市                     |
|              | 赤岡村                      | 明治32年2月15日 町制 赤岡町     | 赤岡町                        | 赤岡町                              | 赤岡町                             | 平成18年3月1日 香南市       | 香南市                     |
|              | 吉川村                      | 吉川村                          | 吉川村                        | 吉川村                              | 吉川村                             | 平成18年3月1日 香南市       | 香南市                     |

## 行政
歴代郡長
『土佐山田町史』1177頁より。
| 代 | 氏名       | 就任年月日               | 退任年月日                 | 備考                   |
| -- | ---------- | ------------------------ | -------------------------- | ---------------------- |
| 1  |            | 明治12年（1879年）1月4日 |                            |                        |
|    | 大谷正吉   |                          |                            |                        |
|    | 金子宅利   |                          |                            |                        |
|    | 佐田家親   |                          |                            |                        |
|    | 西尾元輔   |                          |                            |                        |
|    | 桐島祥陽   |                          |                            |                        |
|    | 永田永清   |                          |                            |                        |
|    | 徳永秀実   |                          |                            |                        |
|    | 広井米吉   |                          |                            |                        |
|    | 佐井喜一郎 |                          | 明治41年（1908年）11月19日 |                        |
|    | 中島和三   |                          |                            |                        |
|    | 江渕俊正   |                          |                            |                        |
|    | 岩本仙吉   |                          |                            |                        |
|    | 日下伊三郎 |                          |                            |                        |
|    | 中井正猪   |                          |                            |                        |
|    |            |                          | 大正15年（1926年）6月30日  | 郡役所廃止により、廃官 |